# Molí de la Barita
El Molí de la Barita és una obra de Viladrau (Osona) inclosa a l'Inventari del Patrimoni Arquitectònic de Catalunya.

## Descripció
Molí de planta quadrada (11x11) cobert a dues vessants, amb el carener perpendicular a la façana situada a ponent. Presenta ràfecs a tot vol, i dos bonics motius de teula adornant els extrems del carener. Consta de planta, primer pis i petites golfes. La façana principal presenta dos portals laterals (l'esquerrà el principal), amb dos finestrals centrals (el de l'esquerra era l'antic portal modificat als anys 60); un balcó amb barana de forja i portal rectangular amb dues finestres laterals, al primer pis; a les golfes dos òculs centrals sota el carener. La façana S presenta un cos de planta cobert a una sola vessant (WC) i un terrat adossats a la planta; tres finestres (una de tapiada i una de nova) al primer pis. La façana E està adossada al pendent de la muntanya amb accés directe al primer pis, que presenta un portal rectangular central i una finestra a la planta i dos òculs centrals a les golfes. La façana N presenta una pèrgola de fusta (amb funcions de menjador) adossada a la planta i al primer pis quatre finestres, de les quals una és tapiada i l'altra nova. Pel sector S arriba un canal amb aigua de la Riera major (antic canal que feia moure les moles) que passa conduïda per sota la carretera i desguassa a la riera.

## Història
Molí de barita relacionat amb l'antic mas de Masvidal que probablement formava part dels 82 masos que existien en el municipi pels volts de 1340, segons consta en els documents de l'època. El trobem registrat en els fogatges de la "Parròquia i terme de Viladrau fogajat a 6 de octubre 1553 per Joan Masmiguell balle com apar en cartes 230", juntament amb altres 32 que continuaven habitats després del període de pestes, on consta un tal "Montserrat Puig alias Masvidal". Els actuals propietaris mantenen la cognominació d'origen.